# Ralph Wright
Ralph Waldo Wright (Grants Pass, 17 maggio 1908 – Los Osos, 31 dicembre 1983) è stato uno sceneggiatore statunitense, noto per il suo lavoro alla Walt Disney Productions e per essere stato il primo doppiatore del personaggio di Ih-Oh.
Nel 1956 ha sposato la moglie Irmgard Julia con cui è rimasto fino alla morte, avvenuta nel 1983.

## Filmografia parziale

### Sceneggiatore
- Bambi (1942)
- Le avventure di Peter Pan (1953)
- Lilli e il vagabondo (1955)
- La bella addormentata nel bosco (1959)
- Braccio di Ferro (5 episodi, 1960)
- Il libro della giungla (1967)
- Gli Aristogatti (1970)
- Le avventure di Winnie the Pooh (1977)

### Doppiatore
- Le avventure di Winnie the Pooh (1977)